# Commentary
Commentary este o revistă lunară americană cu tematică politică, socială și culturală. A fost fondată în 1945 de Congresul American Evreiesc. Pe la 1960 redactorul-șef era Norman Podhoretz, care a orientat revista la centrul-stânga spectrului politic american (liberalism). Ulterior ea a evoluat spre dreapta, fiind o tribună a stângii anticomuniste.
Revista era unul din cei mai importanți promotori ai neoconservatorismului în 1976, o poziție politică păstrată până astăzi (2010), deși influența revistei a scăzut.